# Пинкстон (деревня)
Пинкстон (англ. Pinxton) — деревня и община в восточной части Дербишира (Англия) на границе с Ноттингемширом. Пинкстон является частью района Болсовер. По переписи 2011 года население деревни составляло 5699 человек.

## История

### Этимология
В англосаксонские времена Пинкстон представлял собой небольшое сельскохозяйственное поселение, одним из упоминаний которого считается запись «Esnotrewic» в Книге Страшного суда 1086 года. Другим названием поселения считается «Snodeswic», под которым оно упоминается в завещании Вулфрика Спота. В нормандские времена, наряду с рядом других поместий, деревня находился под контролем Уильяма Певерила, от имени которого им управлял Дрого Фиц-Понс. Считается, что он переименовал усадьбу в «Понсестон», затем название постепенно превратилось в Пинекстон, и, наконец, в Пинкстон.

### Угольные месторождения
С 1800 года до н. э. в окрестностях деревни добывали уголь. В 1794 году благодаря строительству Кромфордского канала производство угля выросло. К началу следующего столетия здесь находился ряд глубоких угольных шахт. Добыча угля росла благодаря промышленной революции. Также в деревне появилось четыре печи для обжига извести и фарфоровый завод. Благосостояние Пинкстона возросло ещё больше, когда в 1819 году в деревне появилась конечная остановка железной дороги Мансфилд — Пинкстон.
На прибыль от своей шахты в Пинкстоне священник Д’Эвес Коук (1747—1811) основал местную школу и благотворительный фонд.
Угольные шахты и коксовые печи уступили место промышленной недвижимости, а старая деревня угольщиков практически исчезла.
В Пинкстоне сохранилось шахтное оборудование, использовавшееся для добычи угля, а теперь ставшее исторической достопримечательностью. До 2014 года в бывшей мастерской изобретателя Джона Кинга действовал музей, после закрытия которого экспонаты были переданы на другие площадки. Ворот на конной тяге из шахты Pinxton Green Coliery установлен в Ноттингемском промышленном музее.

## Церковь

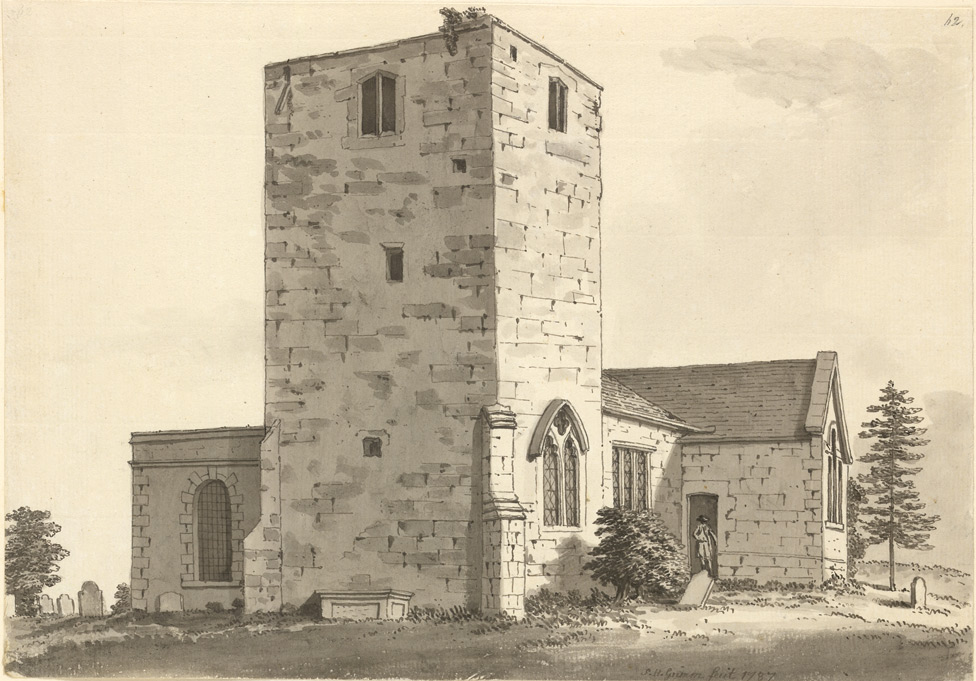
Церковь Пинкстона в 1733 году. Рисунок швейцарского художника Самуэль Иеронима Гримм

Церковь Святой Елены датируется средними веками, возможно, построена на месте небольшого замка. В 1790 году значительная часть церкви была перестроена с повторным использованием материала, и от старой церкви остались только западная башня и западный конец. К 1890 году церковь настолько обветшала, что большинство служб проводилось в комнате священника. В следующем столетии церковь была отреставрирована, а в 1939 снабжена новым крыльцом и северным приделом.